# Jacques Burtin
Pour les articles homonymes, voir Burtin.
Jacques Burtin est un compositeur, écrivain, réalisateur et éditeur français né en 1955 à Paris.

## Biographie
Après des études de Lettres et d’Arts Plastiques à la Sorbonne et à l’Université de Vincennes, il pratique différents métiers tout en se consacrant à ses vocations premières : la poésie, la réalisation de films et la musique (le piano).
En 1986, il est initié à la kora par le frère Dominique Fournier à l'Abbaye Notre-Dame du Bec puis par le frère Dominique Catta, compositeur et chef de chœur de l'Abbaye de Keur Moussa au Sénégal. Il commence à composer un répertoire original pour la kora et la fait dialoguer avec les instruments occidentaux. Il joue notamment avec Pascal Boëls, Jean Ferrandis et Michel Michalakakos. Il s’intéresse également à la musique improvisée et donne des concerts aux côtés du joueur de koto Damien Takafumi Harada, du panflûtiste Jean-Claude Mara, de la saxophoniste Tullia Morand et de la harpiste américaine Susan Allen.
Dans ses créations, Jacques Burtin s'inspire de poètes comme Christian Bobin ou Tristan Tzara, d'écrits spirituels comme ceux de Saint Jean de la Croix ou de Etty Hillesum, d'écrivains comme Georges Simenon ou Hermann Hesse, de peintres comme Henri Matisse ou Jean-Michel Basquiat, ou encore de photographes comme Nan Goldin ou Diane Arbus. Il collabore avec des artistes, des danseurs et des poètes pour concevoir des spectacles interdisciplinaires.
Entre 2001 et 2011, il anime des Séminaires d’Initiation à la Performance et à la Transversalité des Arts à l’École des Beaux-Arts de l’Université de Lejona (Pays Basque espagnol).
En 2004, il est invité par l'Université Paul Verlaine de Metz à participer au Colloque sur l'Art du Peu. Le 12 mai 2006, il se rend à New York à la demande de la New School University et du Lower Manhattan Cultural Council et crée One Thousand Sources, pour kora seule, dans le cadre du concert Sonic Channels.
Jacques Burtin réalise par ailleurs des poèmes cinématographiques, des films expérimentaux et des courts ou des longs métrages sur des artistes contemporains. Ses films Ce qui me perd me sauvera et Le Dialogue des Ombres ont été sélectionnés au Festival de Cannes en 2011 et en 2012 dans la catégorie Short Film Corner. Son film L'Enfant de la République a été sélectionné par le Festival du Court Métrage et du Documentaire Zinebi de Bilbao en 2015.
En 2018, Jacques Burtin participe à la découverte du peintre Éric Le Blanche (1951-2016), qui a vécu toute sa vie en ermite. Convaincu de la valeur esthétique et spirituelle de cette oeuvre, Jacques Burtin fonde l’Institut Éric Le Blanche en 2020. Cet Institut est chargé de veiller à la conservation et au rayonnement de l’œuvre du peintre. Jacques Burtin expose l’œuvre du peintre à Paris (librairie de la Halle Saint Pierre), en Bourgogne (Auxerre, Saint-Fargeau), au Pays Basque (Bidart) et en Vendée (grande rétrospective de la Vendéthèque de la Châtaigneraie, 2021). Il réalise deux films sur le peintre et consacre plusieurs ouvrages à son œuvre.
En 2022, Jacques Burtin fonde les Éditions Jacques Burtin : il publie Sylvie Germain (Pour Éric Le Blanche), Jacqueline Kelen (Sous le signe de la Fée), Michel de Ghelderode (Nuestra Señora de la Soledad), et plusieurs ouvrages d’art, ainsi qu’un roman (La Femme déliée) et un livre de contes érotiques et fantastiques (L’Amour noir) accompagné de peintures et de lettrines originales de Marie Morel.
Il prépare actuellement une grande monographie sur Éric Le Blanche.

## Principales œuvres musicales

Partition pour kora (fragment de One Thousand Sources, pour kora seule, de Jacques Burtin).

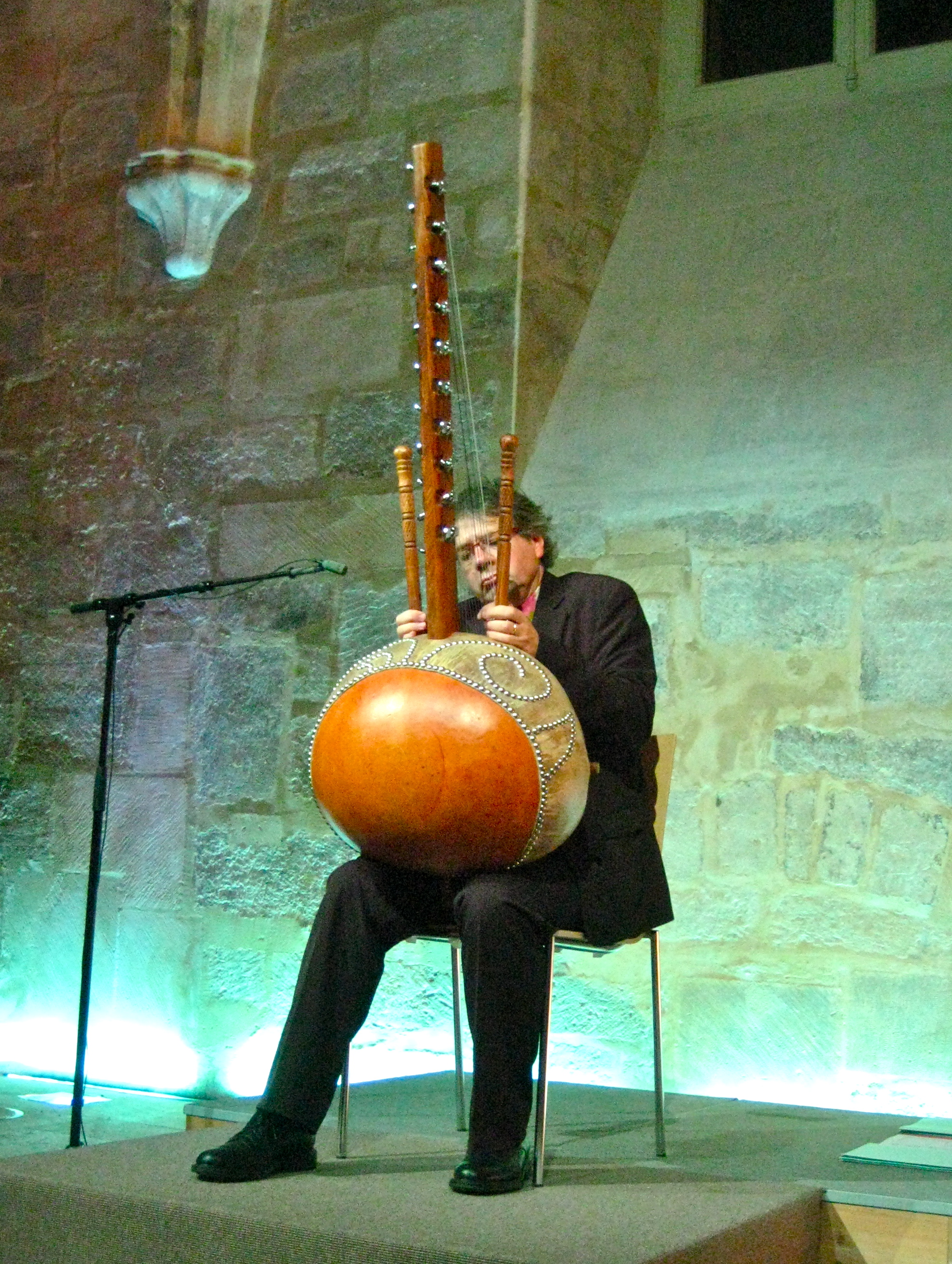
Jacques Burtin au Collège des Bernardins, Paris, 2 octobre 2010.

- 1986 : Ballade de l’île d’Yeu, pour kora seule
- 1988 : L’Annonce à Zacharie, pour violon alto et kora[16]
- 1989 : Tant et tant d'amour, suite pour flûte traversière et kora inspirée des Mémoires intimes de Georges Simenon
- 1989 : La Passion selon saint Jean, oratorio pour ténor, kora et deux récitants[17]
- 1990 : Le Maître du Haut Château, suite pour piano, kora, saxophone et synthétiseurs inspirée de l’œuvre de Philip K. Dick
- 1991 : Le Jeu des perles de verre, suite pour flûte, alto, guitare et 3 koras inspirée de l’œuvre de Hermann Hesse
- 1992 : Ave Maria pour soprano a cappella[18]
- 1993 : Les Nus bleus, suite pour flûte traversière seule inspirée des papiers collés de Matisse
- 1996 : L'Amour - Musiques pour Thérèse, suite pour kora, flûte à bec, violoncelle et koto
- 1997 : Musique de scène de Vous m'appellerez Petite Thérèse de Michael Lonsdale[19]
- 1998 : La Traversée de Bilbao, dédié à Nan Goldin, pour voix, saxophone et bandes
- 1998 : Musique de scène de Les sept vies d’Homère Petitbois de Benoît Lardières[20]
- 1999 : Où est ton cœur, est la musique, pour accordéon et kora[21]
- 2001 : Éloge de la Lumière pour kora, violon et guitare électrique[22]
- 2001 : Apuntes de Eduardo Chillida (Carnets d'Eduardo Chillida), pour un violon, une kora, un récitant et une danseuse[23]
- 2001 : Six chants syldaves, pour violoncelle et kora
- 2002 : Musique du film Carta a mi madre de Algis Arlauskas[24]
- 2002 : Lumière du monde, suite pour synthétiseur, sampleur et cloche tibétaine[25]
- 2003 : Nouveaux chants syldaves, pour violon alto et kora
- 2004 : Your Shadow Will Shine - Requiem Notebook, colonne sonore de l’installation El Palacio de Medusa de María Jesús Cueto[26]
- 2006 : One Thousand Sources, pour kora seule[27]
- 2007 : L'Or jeté au fleuve, Sonate pour Kora n°1
- 2007 : Musique originale de sept films d’art de Vincent Gille (sur les œuvres de Max Ernst, Joan Miró, Sophie Calle, La Menil Collection de Houston...)[28]
- 2008 : Le Chant de la Forêt, suite pour kora, Gravi-kora, flûte et alto
- 2010 : Une clarté, une voix, un parfum..., Sonate pour Kora n°2[29]
- 2013 : L'Enfance de l'Art, Suite pour Gravi-kora n°1
- 2015 : Le Silence après la pluie, Sonate pour Kora n°4, inspirée de l'œuvre de Christian Bobin
- 2016 : Musiques du Silence, Vingt pièces pour kora seule[30]
- 2017 : Lazare, pour piano et soprano
- 2020 : La Femme déliée, pour kora (première à la Basilique de Vézelay le 22 juillet 2020)
- 2020 : Le Chant de Mélusine, pour gravi-kora (Eglise de Vouvant, le 19 septembre 2020)

## Œuvres cinématographiques

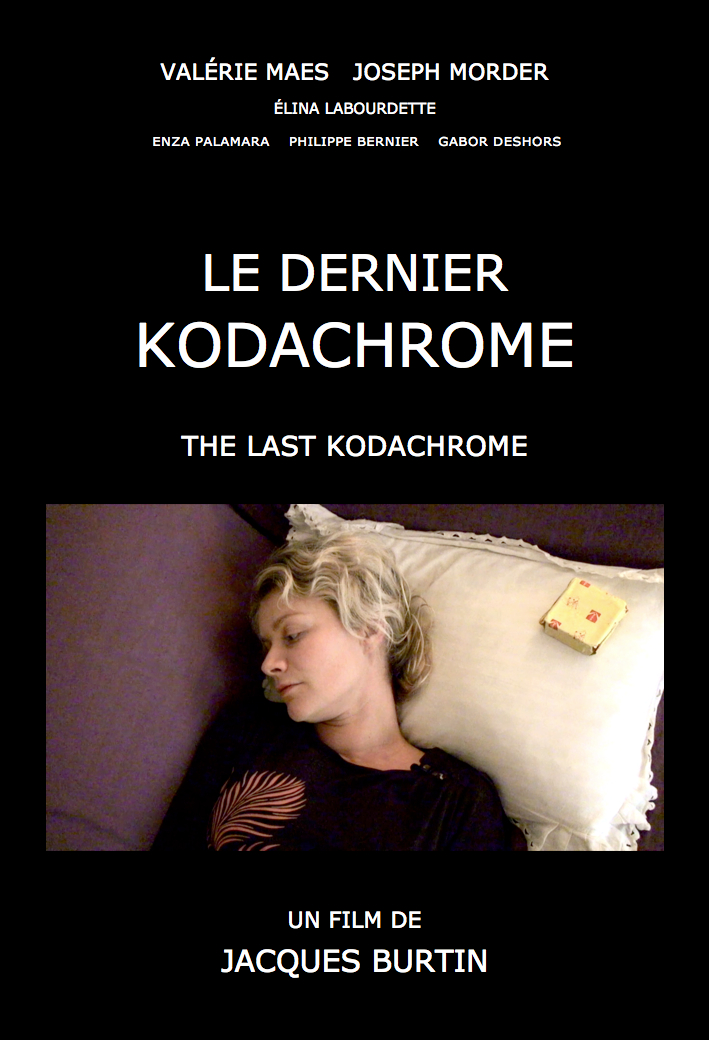
Affiche du film de Jacques Burtin "Le Dernier Kodachrome" (2011)

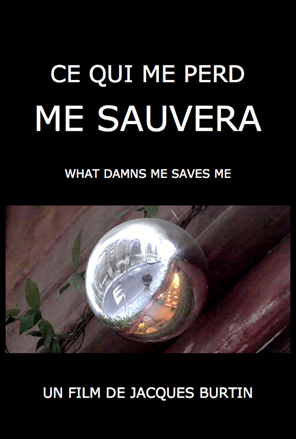
Affiche du film Ce qui me perd me sauvera (2011)

- 1977 : L’Innocence du grand large, film expérimental écrit, produit et réalisé par Jacques Burtin et Vincent Gille, Super 8, Couleurs, Stéréo, 20 min 20 s
- 1977 : Corps à corps, film expérimental écrit, produit et réalisé par Jacques Burtin et Bruno Montpied, Super 8, Couleurs, Muet, 12 min
- 1979 : Préface, film expérimental écrit, produit et réalisé par Jacques Burtin, Super 8, Couleurs, Stéréo, 41 min
- 1981 : Les Vacances de Platon, film expérimental écrit, produit et réalisé par Jacques Burtin et Vincent Gille, Super 8, Couleurs, Stéréo, 15 min
- 1982 : Magnificat, film expérimental écrit, produit et réalisé par Jacques Burtin et Vincent Gille, Super 8, Couleurs, Stéréo, 11 min 30 s
- 1982 : Brèves, film expérimental produit et réalisé par Jacques Burtin et Vincent Gille, scénario de Vincent Gille, Super 8, Couleurs, Stéréo, 10 min
- 1984 : Neuf Lettres, film expérimental écrit, produit et réalisé par Jacques Burtin, Super 8, Couleurs, Stéréo, 23 min 33 s
- 1997 : Autoportraits, film expérimental à caractère autobiographique écrit, produit et réalisé par Jacques Burtin, avec Agnès Rivière, Vincent Gille et Jacques Burtin, musique de Jacques Burtin, HI8, couleur, stéréo, 34 min[31]
- 2005 : Transmigration, film documentaire sur l'artiste tchèque Filomena Boreckà, écrit, produit et réalisé par Jacques Burtin, musique de Jacques Burtin, DV, Couleurs, Stéréo, 15 min[32]
- 2005 : L'autre regard, film documentaire sur le peintre Alexandre Hollan, écrit, produit et réalisé par Jacques Burtin, musique de Jacques Burtin, DV, Couleurs, Stéréo, 19 min[33]
- 2010 : Bilbao Dream, film expérimental écrit et réalisé par Jacques Burtin, produit par Iñigo Lopez et Jacques Burtin, avec Mónica Serrano, Robin Caballero et Javier Cortés, musique de Jacques Burtin, HD, 16:9, couleurs, stéréo, 6 min
- 2011 : Oxymorons, film documentaire sur l’œuvre de Filomena Boreckà, produit et réalisé par Jacques Burtin, musique de Jacques Burtin, HD, 16:9, 8 min 31 s[34]
- 2011 : Les Carnets d’Enza, film documentaire sur l’œuvre d’Enza Palamara, écrit, produit et réalisé par Jacques Burtin, musique de Jacques Burtin, DV, couleur, Stéréo, 28 min
- 2011 : Ce qui me perd me sauvera, film expérimental écrit, produit et réalisé par Jacques Burtin, musique de Jacques Burtin, HDV, 16:9, Couleurs, Stéréo, 7 minutes[35],[36]
- 2011 : Le Dernier Kodachrome, film expérimental écrit, produit et réalisé par Jacques Burtin, avec Valérie Maes, Joseph Morder, Elina Labourdette, Enza Palamara, Philippe Bernier et Gabor Deshors, musique de Jacques Burtin, HD, 16:9, 37 minutes[37],[38]
- 2012 : Le Dialogue des Ombres, film expérimental écrit, produit et réalisé par Jacques Burtin, avec les voix de Valérie Maes et Jacques Burtin, musique de Jacques Burtin, HD, 16:9, Couleurs, Stéréo, 16 min 22 s[39]
- 2013 : Le Crime sans fin, film expérimental écrit, produit et réalisé par Jacques Burtin, avec les voix de Valérie Maes et Jacques Burtin, musique de Jacques Burtin, HD, 16:9, Couleurs, Stéréo, 16 min[40]
- 2015 – Portrait de l'Artiste en Alchimiste et en Guerrier, film documentaire écrit et réalisé par Jacques Burtin, produit par Françoise Murillo, sur l'œuvre de Thierry Guého, avec le témoignage de l'artiste, musique de Jacques Burtin, HD, 16:9, 24 min
- 2015 – L'Enfant de la République, film poétique, biographique et expérimental écrit et réalisé par Jacques Burtin, produit par Françoise Murillo, avec les voix de Bernard Métraux et Jacques Burtin, avec la participation de Valérie Maes, textes de Tristan Corbière et Jacques Burtin, musique de Jacques Burtin, HD, 16:9, 24 minutes[41]
- 2015 – Rencontre avec Roméo, film documentaire sur l'œuvre de Roméo Gérolami, réalisé par Jacques Burtin, écrit par Jacques Burtin et Bruno Montpied, produit par Françoise Murillo, avec Roméo Gérolami, musique de Jacques Burtin, HD, 16:9, 18 minutes
- 2017 : Les Îles de Lumière, poème cinématographique inspiré de l’œuvre de Christian Bobin, écrit, produit et réalisé par Jacques Burtin, musique de Jacques Burtin (quatrième mouvement de la Sonate pour kora n°4 "Le Silence après la pluie"), couleur, stéréo, 8 minutes
- 2019 : Éric Le Blanche, l'homme qui s'enferma dans sa peinture, long métrage écrit par Bruno Montpied, réalisé par Jacques Burtin et Bruno Montpied, musique de Jacques Burtin, couleur, stéréo, 83 minutes (Première à la Halle Saint Pierre le 22 juin 2019)
- 2019 : Quelques pas avec Éric Le Blanche, court métrage écrit, produit et réalisé par Jacques Burtin, couleur, stéréo, 25 minutes
- 2019-2020 : Le Coeur transparent : Éric Le Blanche, le Prince-Ermite de Vouvant, long métrage écrit, produit et réalisé par Jacques Burtin, couleur, stéréo, 72 minutes
- 2020 : Nobel Prize to Stephen King, court métrage écrit, produit et réalisé par Jacques Burtin, animations et peintures de Camille Lecardonnel, paroles et musique de Jacques Burtin, couleur, stéréo, 5 minutes
- 2021 : Passage du Désir, regards sur l'œuvre de Camille Lecardonnel, couleur, stéréo, 28 minutes

## Écrits et entretiens
- 1975-1985 : Poèmes parus dans Présence et Regards n°16 (1975), Un jour ou l'autre n°1 (avril 1976), La Chambre Rouge n°1 (mars 1982), La Vie Exactement n°1 (automne 1984), La Vie Exactement n°2 (été 1985)
- 1991 : Sacres, neuf poèmes en prose, La Goutte d'Eau, Paris
- 2005 : Sang céleste (Lettre à Filomena Boreckà)[42]
- 2008 : La Tentation du Peu, in Actes du colloque de Metz 2004 , sous la direction de Christine Dupouy, L'Harmattan[43]
- 2008 : Le Dialogue de la forêt, entretien avec Odile Portal[44]
- 2009 : Chemins de l'art, chemins de l'âme, préface au triple CD Le Jour des Merveilles, Bayard Musique[45]
- 2002-2012 : De la improvisación (De l'improvisation), notes sur l’improvisation destinées aux élèves des Beaux-Arts de l’Université du Pays Basque[46]
- 2012 : Les Origines, Entretiens avec Marie Zénon[47]
- 2015 : La Voie de la Poésie[48]
- 2016 : La musique, le silence et l'absolu, Propos recueillis par Marie Zénon[49]
- 2020 : Palimpsestes de l'Amour, poèmes pour Éric Le Blanche (Institut Éric Le Blanche)
- 2022 : L'Amour noir, contes illustrés par Marie Morel (Éditions Jacques Burtin)
- 2023 : La Femme déliée, roman (Éditions Jacques Burtin)

## Discographie

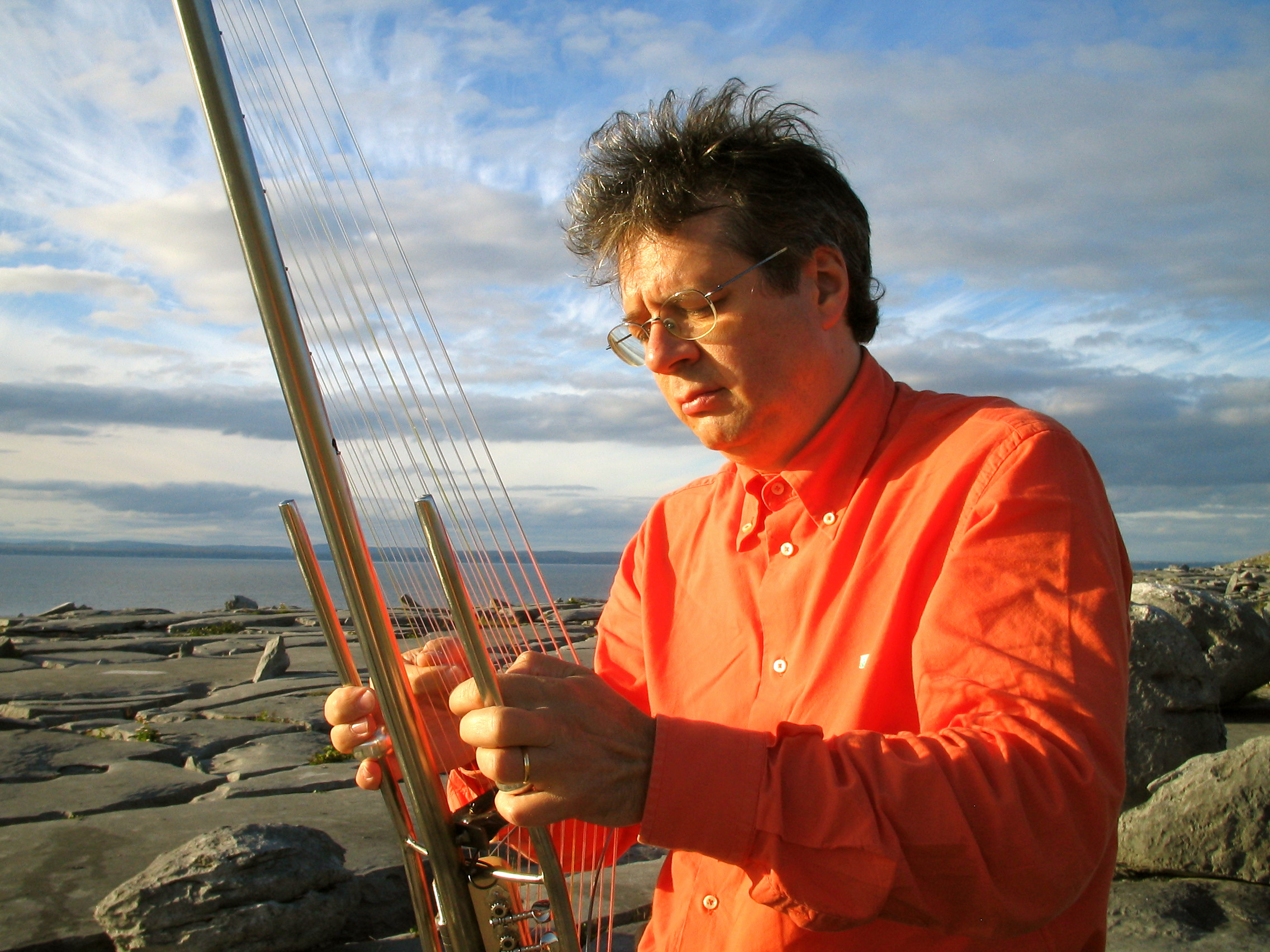
Jacques Burtin à la Gravi-kora, Irlande, 2006

- 1989 : Jacques Burtin et sœur Claire Marie Ledoux, Une Rosée de Lumière (Saint François et Sainte Claire d’Assise), Mysterium Conjunctionis
- 1990 : Jacques Burtin, Promenades heureuses - Le Maître du haut château, La Goutte d'Eau
- 1991 : Jacques Burtin, Le Jeu des perles de verre, Rosée de Lumière
- 1991 : Jacques Burtin, Pierrot ou les Secrets de la Nuit, adaptation du conte de Michel Tournier, Édition spéciale
- 1991 : Jacques Burtin, Le Chant des étoiles, Rosée de Lumière
- 1993 : Jacques Burtin, Noir & Or, Rosée de Lumière
- 1994 : Jacques Burtin, Kora à l'Abbaye du Bec-Hellouin (Le Chant intérieur), Studio SM
- 1995 : Jacques Burtin et Jean-Claude Mara, Psalmodies, Mara Productions
- 1996 : Jacques Burtin, L’Amour (Musiques pour Thérèse), Studio SM
- 1997 : Jacques Burtin et sœur Claire Marie Ledoux, Une Rosée de lumière (Saint François et Sainte Claire d’Assise), édition augmentée, avec les voix de Béatrice Agenin et Michael Lonsdale, Studio SM
- 1998 : Jacques Burtin, Comme un cercle de feu sur l'eau, Tirage limité[50]
- 1998 : Jacques Burtin, Goya - El Perro hundido, Édition spéciale
- 1998 : Jacques Burtin, Le Cantique du Soleil, Édition spéciale
- 1998 : Jacques Burtin, Huitième Vie, Édition spéciale
- 1999 : Jacques Burtin, Wandering with Rothko, Tirage limité
- 2000 : Jacques Burtin et Marie Zénon, Sans titre (en traversant une exposition d'art contemporain), Tirage limité
- 2000 : Jacques Burtin et Takafumi Harada, Un Manteau de nuages, Édition spéciale
- 2000 : Jacques Burtin, Pour Stanley Kubrick, Édition spéciale
- 2000 : Jacques Burtin, Sam Francis Days, précédé de Une Prière inconnue, Édition spéciale
- 2001 : Jacques Burtin et Barbara Marcinkowska, Méditation Kora et Violoncelle, Bayard Musique (réédité en 2010)[51]
- 2002 : Jacques Burtin, Le Scaphandrier des Rêves, Anthologie conçue par Benoît Lardières, La Goutte d'Eau
- 2003 : Jacques Burtin et Michel Michalakakos, Méditation Kora et Alto, Bayard Musique
- 2004 : Jacques Burtin, Your Shadow Will Shine - Requiem Notebook, Édition spéciale
- 2007 : Jacques Burtin et Susan Allen, Renaissance (improvisations kora et harpe)
- 2007 : Jacques Burtin, En attendant Lascaux, Édition spéciale
- 2008 : Jacques Burtin, Le Chant de la forêt, avec Jean Ferrandis et Michel Michalakakos, Bayard Musique
- 2008 : Jacques Burtin et Benoît Lardières, Quatre Contes, Tirage limité[52]
- 2009 : Jacques Burtin, Le Jour des merveilles, Bayard Musique[53]
- 2012 : Jacques Burtin, Kora Noël, ADF Studio SM
- 2016 : Jacques Burtin, Kora au Château de Saint-Fargeau - Musiques du Silence, Mysterium Conjunctionis

## Partitions
- 1988 : Une Rosée de lumière - Neuf pièces pour kora, édité par le Monastère de Keur Moussa
- 1994 : Le Chant intérieur - Pièces et suites pour kora, Editions Musicales Studio SM
- 2006 : One Thousand Sources, dédié à Susan Allen
- 2006 : Diptyque du Bonheur, dédié à Mary Ann Caws et à Boyce Bennet (inclut "Danseuse espagnole" et "La Vie lumineuse et lente")
- 2010 : Joies soudaines - Œuvres pour kora 1988-2010
- 2010 : Days of Wonder, dedié à Grace Schulman
- 2010 : L'Or jeté au fleuve, Sonate pour kora n°1
- 2012 : Kora Noël - 13 Noëls traditionnels transcrits pour la kora et 4 pièces originales
- 2013 : Le Château de l'âme, Suite pour kora n°4, inspirée par l'œuvre de Thérèse d'Avila
- 2013 : Une clarté, une voix, un parfum, Sonate pour kora n°2, inspirée par les Confessions de Saint Augustin
- 2013 : L'Enfance de l'Art, Suite pour gravi-kora n°1, dédiée à Robert Grawi
- 2013 : Le Fantôme de Haydn ou la Sonate sans fin", Sonate pour Kora n°3
- 2016 : Suite de Saint-Fargeau, Suite pour Kora n°6 ; Une carte postale de Syldavie, pour kora, dédié à Joseph Morder ; Le Violon de saint François, pour kora, dédié à Alain Cavalier